# 雷佐尼科宫
雷佐尼科宫（Ca' Rezzonico）是威尼斯大运河边的一座宫殿，目前作为公共博物馆，展出18世纪威尼斯艺术品。

## 设计
雷佐尼科宫座落在大运河的右岸，圣巴拿巴河在此汇入大运河。这个地点原是威尼斯贵族 Bon 家族的两座住宅。1649年，家族领袖 Filippo Bon 决定在此兴建一座大宫殿。为此，他雇佣威尼斯巴洛克风格最大的倡导者巴尔达萨雷·隆盖纳，这种风格逐渐取代哥特式风格（例如附近100年前建成的福斯卡里宫和金屋）。然而，无论是建筑师还是业主都未能看到宫殿完成：隆盖纳在1682年去世，而 Filippo Bon 遭受了财务崩溃。
雷佐尼科宫是面临运河的三层大理石宫殿。底层是凹进的门廊，上面是第一主楼层，有7个壁柱分隔的拱形窗户，再上面的第二主楼层与之几乎相同，最上面的阁楼有低矮的椭圆形窗户。两层露台轻微投影到主楼层，突出了巴洛克式的装饰和建筑设计。今天的宫殿遵循这种形式，虽然它直到1756年才由建筑师乔治马萨里完成，新业主 - 雷佐尼科家族雇佣他监督完成项目。马萨里似乎坚持了隆盖纳的原定计划，但是加上一些自己的概念，反映了从构思到完成的100年之间建筑的变化。

## 雷佐尼科家族
詹巴蒂斯塔·雷佐尼科从贫困的Bon家族手中购买了这座未完成的宫殿。这个家族和他们在拉比亚宫的朋友一样，是在17世纪中叶与土耳其的战争之后，威尼斯国库枯竭时，购买了贵族身份。因此，纯粹的富人，而不是富有的贵族，能够捐献大笔资金给威尼斯共和国，从而购买到贵族的权利，并将自己的名字载入贵族名册《金书》（Libro d'Oro）。
1700年代初期一幅加纳莱托的绘画显示，只完成了底层和第一主楼层，只有临时屋顶。这座宫殿的完成，象征雷佐尼科家族上升的社会历程。1758年，雷佐尼科家族的权势和这座宫殿的宏伟都达到巅峰。卡罗，詹巴蒂斯塔·雷佐尼科的儿子，被选为教宗克雷芒十三世，同年，卢多维科·雷佐尼科迎娶福斯蒂纳·萨沃尔尼安，从此，威尼斯最有影响力的两个家族联合了起来。这种联合在当时很不寻常，在宫殿中用壁画加以庆祝。这对快乐的夫妇住在威尼斯顶级美丽的宫殿，心满意足，过着无忧无虑的生活。卢多维科后来担任圣马尔谷大殿的司帐。到1810年，这个家族消亡，只留下他们的庞大宫殿，继续使用雷佐尼科的名称。

## 室内
1758年，新建成的宫殿进一步扩建，俯瞰圣巴拿巴河的主樓層大客厅的天花板增加了壁画。这个任务由几位艺术家完成：雅格布·瓜拉纳、加斯帕雷 Diziani，最重要的是乔凡尼·巴蒂斯塔·提埃坡罗。这些壁画是今天威尼斯保存最好的。
宫殿的主要房间都安排在第一主樓層，著名的运河立面，所有楼层都只有三间的宽度。建筑物的每一边都有四个大客厅从大运河立面到宫殿最大的房间 - 后方宏伟的宴会厅。这个房间，由马萨里设计，有双倍的高度。伦巴底人彼得·维斯康蒂的墙壁装饰运用了错视效果，使人感到这个大厅比实际上更大。天顶画是乔万·巴蒂斯塔·克罗萨托的作品，描绘阿波罗驾着马车，奔走于欧洲、亚洲、非洲和美洲之间。通往宴会厅和大客厅的楼梯，大理石栏杆上装饰着朱斯托 Le Court的雕塑。Le Court是17世纪后期威尼斯领头的雕刻家，在许多工程中与第一建筑师隆盖纳密切协作，这意味着富豪的重要性，该宫殿的舞厅和楼梯是贵族的 Bon 家族的意图，而不是“暴发户”雷佐尼科家族的。
主樓層还设有小圣堂，装饰有精美的壁画“姻寓言室”，以庆祝1758年卢多维科的婚姻。卢多维科和他的新娘被提埃坡罗用错视手法画在了天花板的阿波罗的战车。这个浪漫的主题在隔壁房间继续，以庆祝幸福的婚姻。这个房间和拉比亚宫宴会厅拥有提埃坡罗在威尼斯留下的主要壁画作品。
这座长方形宫殿的中心是一个小庭院，装饰着雕塑和一个小喷泉，主樓層带柱廊的阳台俯视着庭院。